# Titus Munji
Titus Munji (20 december 1979) is een Keniaanse langeafstandsloper, die gespecialiseerd is in de marathon.

## Loopbaan
Munji behaalde in 2001 een tweede plaats op de halve marathon van Parijs in een tijd van 1:00.27.
Paul Tergat koos zijn beide trainingsmaatjes Munji en Sammy Korir als hazen uit voor de marathon van Berlijn in 2003. Munji werd in deze wedstrijd knap derde in een tijd van 2:06.15. Tergat en Korir waren in deze wedstrijd de eerste lopers ooit die onder de 2:05.00 kwamen. Sindsdien zijn 25 andere lopers sneller geweest dan deze tijd (peildatum april 2015).
Bij de 25 km van Berlijn liep Munji in 2004 een tijd van 1:13.32. Met deze tijd zou hij een wereldrecord gelopen hebben, ware het niet dat dezelfde dag drie landgenoten, te weten Paul Malakwen Kosgei, Luke Kibet en Benson Cherono, hem elders te snel af waren.
In 2005 werd Munji tweede op de marathon van Las Vegas.

## Persoonlijke records
| Onderdeel      | Prestatie | Datum             | Plaats  |
| -------------- | --------- | ----------------- | ------- |
| 15 km          | 42.51     | 1 april 2001      | Berlijn |
| halve marathon | 1:00.27   | 1 april 2001      | Berlijn |
| 25 km          | 1:13.32   | 9 mei 2004        | Berlijn |
| 30 km          | 1:29.25   | 28 september 2003 | Berlijn |
| marathon       | 2:06.15   | 28 september 2003 | Berlijn |

## Palmares

### halve marathon
- 2001:  halve marathon van Parijs - 1:00.27
- 2001:  halve marathon van Cassis - 1:02.23

### 25 km
- 2004: 4e 25 km van Berlijn - 1:13.32

### marathon
- 2003: 6e marathon van Zürich - 2:16.57,9
- 2003:  marathon van Berlijn - 2:06.15
- 2005: 7e marathon van Rotterdam - 2:11.07,0
- 2005:  marathon van Las Vegas - 2:13.19
- 2006: 6e marathon van Xiamen - 2:12.18